# Falzthurntal
La Falzthurntal est une vallée du massif des Karwendel.

## Géographie
La vallée s'étend sur 9 kilomètres de Pertisau, au bord de l'Achensee, en direction du sud-ouest jusqu'au Lamsenspitze. Au sud-est du Lamsenspitze, on atteint la Stallental par le Lamsenjochhütte, au nord du Lamsenspitze par le Westliche Lamsenjoch, on atteint Eng. Les sommets importants sont à côté du Lamsenspitze le Sonnjoch au nord-ouest et le Rauer Knöll et le Rappenspitze au sud-est. Par le Binssattel, il y a une transition vers le Große Ahornboden.
La vallée est sillonnée par le Falzthurnbach, un ruisseau qui n'a de l'eau qu'au printemps.
Le fond de la vallée est occupé par des pâturages verts cultivés. Alors que les versants sud sont relativement escarpés et accidentés, sur les versants nord se trouvent des pins, des pelouses alpines et des forêts mixtes de montagne. Le fond de la vallée appartient à la grande réserve naturelle du Falzthurntal-Gerntal de 8,6 km2, qui à son tour fait partie du parc naturel des Karwendel.